# Disputa entre l'ovella i el gra
La disputa entre l'ovella i el gra és un dels exemples més ben conservats de les disputes sumèries. Escrit cap al III mil·lenni aC, el text es va compilar en una tauleta d'argila de Nippur a partir de la tradició oral. La seva popularitat com a complement dels mites de creació va fer proliferar les còpies, fet que provoca que el relat es conservi gairebé íntegre, a manca d'algunes línies esborrades o de dubtosa tradició.

## Argument
En els dies posteriors a la creació del món, no existien ni l'ovella ni el gra i llavors els homes anaven despullats i menjaven només herba. Els déus van decidir crear-los i tastar-los en un banquet al turó que era casa seva i com que els van agradar, els van oferir a la humanitat. Els homes van crear les tanques i van fer que l'ovella mengés herba i van inventar l'arada per conrear el gra i amb tots dos es van enriquir, fet que va alegrar els déus. Un dia, al banquet diví, la deessa del gra, Ashnan, i la deessa dels ramats, especialment de les ovelles, Lahar van iniciar un debat. El gra va argumentar que era millor que l'ovella perquè omplia els graners dels palaus i donava força als guerrers per adquirir la fama per a la seva terra. També ajudava a mantenir la pau entre veïns com a preu de les discussions. L'ovella va respondre que ella alimentava els guerrers i els treballadors, que era una peça clau en els sacrificis divins i en el vestit dels reis. El gra va respondre que d'ell s'elaborava la cervesa, fonamental per a les celebracions, i que els homes foragitaven el ramat dels camps sembrats per respectar-lo. La seva força era superior, ja que no havia de buscar refugi quan esclatava una tempesta. L'ovella aleshores va contestar que les famílies destrossaven el gra per elaborar pa, fins i tot les més humils, i posteriorment el col·locaven en un forn, cremant-lo. El gra, ferit, va adduir que ell era la mesura de la riquesa, omplint els contenidors i per això va sol·licitar el veredicte d'Enki. Aquest atorga la victòria al debat al gra.

## Anàlisi
Tanta la creació de l'ovella i el blat com el seu debat tenen lloc a un turó dels déus, que sembla equivaler parcialment al paradís S'ha identificat com un tel sagrat, com altres elevacions (moltes divinitats de mitologies variades habiten a muntanyes per estar més a prop del cel). El banquet cerimonial explica que la disputa tingui lloc entre dos aliments bàsics, la carn i els cereals, que al seu torn representen la ramaderia i l'agricultura. La disputa neix com a exercici literari, presentant arguments sobre la primacia d'un sector o un altre (essent tots dos complementaris) però també per explicar l'origen d'alguns hàbits socials com el conreu, la pastura o els àpats comunals. Abans de l'aparició d'aquests dos elements, els homes anaven despullats, signe de manca de civilització, un paral·lelisme que també apareix per exemple a les figures d'Adam i Eva en l'etapa d'innocència. Tots dos fam èmfasi en la seva utilitat, com a menja però també per fabricar cervesa o vestits. Més endavant intenten argumentar la seva fortalesa, com si fossin herois èpics, i així el gra es vanta que resisteix millor el vent i la tempesta que l'ovella i ella li respon que és esmicolat fins i tot pels homes més febles. L'argument que acaba la disputa pertany a un ordre més abstracte, el caràcter d'unitat de mesura del gra. L'àrbitre és Enki, el déu que va crear la humanitat i, per tant, un dels més aptes per determinar qui és més útils per als éssers humans. Després d'afirmar que són tots dos complementaris (germans), dona la raó al gra, que és més fonamental, ja que es pot estar sense menjar carn però el pa és un aliment molt més bàsic. Una disputa similar entre ramaders i agricultors sembla raure a la base de l'enemistat de Caín i Abel però al relat bíblic és Abel, el representant dels animals, qui és el preferit per Déu, tot i que és el seu germà qui sobreviu després d'assassinar Abel.